# Andrew Hilaire
Andrew Henry Hilaire (* 19. Februar 1899 in New Orleans; † 3. August 1935) war ein US-amerikanischer Jazz-Schlagzeuger.

## Leben und Wirken
Hilaire zog mit seinen Eltern als Kind nach Chicago, wo er auch die Schule besuchte und Musikunterricht hatte. Anschließend spielte er bei Florence Mills, mit der er auch auf Tournee ging. Im September 1918 meldete er sich freiwillig zum Wehrdienst. Zu Beginn der 1920er Jahre spielte er in verschiedenen Orchestern, wie mit Lil Hardin, deren Band er 1921 angehörte. Dann arbeitete er in Doc Cooks Orchester, mit dem er insgesamt acht Jahre angehörte und mit dessen Formation Gingersnaps er auch Plattenaufnahmen machte. 1926 war er in Jelly Roll Morton Red Hot Peppers an den Aufnahmen für Victor beteiligt. 1930 arbeitete er mit Jerome Pasquall und 1931 mit Eddie South. Nach seiner Mitgliedschaft in der Band von Robert Dade leitete Hilaire von 1933 bis 1935 eine eigene Formation. Er entwickelte eigene Spieltechniken auf dem Schlagzeug und dem Vibraphon und gab auch Instrumentalunterricht.
Andrew Hilaire, der an Asthma erkrankt war, wurde nur 36 Jahre alt. Nach dem Urteil des Schlagzeugers George Wettling war er einer der wichtigsten Schlagzeuger im frühen Chicago-Jazz.